# Chicago XXXV: The Nashville Sessions
Chicago XXXV: The Nashville Sessions es un álbum de estudio de la banda de rock estadounidense Chicago, publicado el 26 de abril de 2013. El álbum contiene una colección de canciones clásicas de la banda regrabadas.

## Lista de canciones
| N.º | Título                                      | Álbum original                  | Duración |  |
| 1.  | «25 or 6 to 4»                              | Chicago, 1970                   | 4:51     |  |
| 2.  | «Make Me Smile»                             | Chicago                         | 2:57     |  |
| 3.  | «Feelin' Stronger Every Day»                | Chicago VI, 1973                | 4:06     |  |
| 4.  | «Beginnings»                                | Chicago Transit Authority, 1969 | 2:44     |  |
| 5.  | «Saturday in the Park»                      | Chicago V, 1972                 | 3:54     |  |
| 6.  | «Colour My World»                           | Chicago                         | 2:59     |  |
| 7.  | «Does Anybody Really Know What Time It Is?» | Chicago Transit Authority       | 3:22     |  |
| 8.  | «Questions 67 and 68»                       | Chicago Transit Authority       | 4:46     |  |
| 9.  | «Old Days»                                  | Chicago VIII, 1975              | 3:21     |  |
| 10. | «Just You 'n' Me»                           | Chicago VI                      | 3:42     |  |
| 11. | «Call on Me»                                | Chicago VII, 1974               | 3:56     |  |
| 12. | «Another Rainy Day in New York City»        | Chicago X, 1976                 | 2:55     |  |
| 13. | «No Tell Lover»                             | Hot Streets, 1978               | 3:44     |  |
| 14. | «(I've Been) Searchin' So Long»             | Chicago VII                     | 4:31     |  |
| 15. | «Alive Again»                               | Hot Streets                     | 3:51     |  |

## Créditos
- Robert Lamm – teclados, voz
- Lee Loughnane – trompeta, bajo
- James Pankow – trombón
- Walter Parazaider – saxofón
- Jason Scheff – bajo, voz
- Tris Imboden – batería
- Keith Howland - guitarras